# Greg Oden
Gregory Wayne Oden jr., detto Greg (Buffalo, 22 gennaio 1988), è un ex cestista statunitense.

## Carriera

### High school e college
Nella stagione NCAA 2006-07 ha giocato per gli Ohio State Buckeyes chiudendo l'anno con 15,7 punti e 9,6 rimbalzi a partita. È cresciuto a Terre Haute, Indiana, giocando a pallacanestro durante il suo 7th grade nella high school Sarah Scott Junior, ma si trasferì a Indianapolis per l'8th grade e frequentò la high school Lawrence North, dove condusse la squadra a tre titoli statali di fila e a 45 vittorie consecutive, sotto la guida di coach Jack Reefer.
Oden è stato nominato Parade Magazine High School Player of the Year 2005, ovvero uno dei migliori giocatori del 2005 nelle high school (insieme a Monta Ellis) e 2005 Gatorade National Boys Basketball Player of the Year, diventando il primo Junior oltre a LeBron James ad essere nominato tale.

### NBA
Il 28 giugno 2007 è stata la prima chiamata assoluta del draft NBA dai Portland Trail Blazers, ma ha saltato l'intera stagione 2007-08 per un intervento chirurgico di microfrattura alla cartilagine del ginocchio destro.
Benché fosse stata la prima scelta assoluta nel draft del 2007, Oden è stato considerato come un rookie per la stagione 2008-09 non essendo mai sceso in campo in quella precedente. Oden ha debuttato in NBA contro i Los Angeles Lakers il 28 ottobre 2008 ma ha lasciato la partita dopo aver giocato tredici minuti a causa di un infortunio al piede. Torna in campo dopo aver saltato due settimane, il 12 novembre, e in questa occasione ha ottenuto i suoi primi punti nel primo quarto contro i Miami Heat. Il 19 gennaio 2009 Oden ha firmato il suo career-high con 24 punti e 15 rimbalzi nella vittoria per 102-85 contro i Milwaukee Bucks. Il 12 febbraio 2009, nella partita contro i Golden State Warriors, ha subito un altro infortunio al ginocchio andando a sbattere contro l'avversario Corey Maggette e ha dovuto saltare tre settimane. Chiude la sua prima stagione NBA con 8,9 punti, 7 rimbalzi e 1,1 stoppate di media a partita.
Greg inizia bene la sua seconda stagione, mostrando miglioramenti a livello offensivo e confermandosi buon stoppatore e rimbalzista. Gioca la sua migliore partita il 23 novembre 2009, contro i Chicago Bulls: mette a referto 24 punti con 7 su 8 al tiro, 10 su 12 ai tiri liberi, 12 rimbalzi e 2 stoppate. Il 5 dicembre però, mentre stava tenendo le medie di 11,1 punti, 8,5 rimbalzi e 2,3 stoppate a partita, la sfortuna si accanisce nuovamente contro di lui: nella gara contro gli Houston Rockets Oden atterra male dopo un salto, rompendosi la rotula del ginocchio sinistro. La gravità dell'infortunio è tale da fargli terminare in anticipo la stagione.
Il 17 novembre 2010, ormai quasi guarito dall'infortunio alla rotula, annuncia di doversi operare nuovamente: dopo aver sentito dolore al ginocchio sinistro, una risonanza magnetica ha evidenziato un danno alla cartilagine. Oden si sottoporrà quindi allo stesso intervento di microfrattura già eseguito tre anni prima al ginocchio destro: anche stavolta, purtroppo, dovrà saltare l'intera stagione. Considerando anche quest'ultimo stop, Oden, che i Blazers avevano selezionato come numero 1 nella speranza di aver trovato un nuovo centro dominante alla Shaquille O'Neal, in 4 anni ha disputato 82 partite, cioè l'equivalente di una sola stagione NBA completa. Il 15 marzo 2012 Portland decide di rescindergli il contratto.
Nel maggio 2012 annuncia l'intenzione di saltare tutta la stagione 2012-13 per concentrarsi sul recupero completo dai suoi infortuni. Il 7 agosto 2013 Oden firma un contratto annuale (con opzione per il 2º anno) con i Miami Heat.

### CBA
Nell'agosto del 2015 firma un contratto annuale da 1,2 milioni di dollari con i Jiangsu Dragons, squadra del campionato cinese. Dopo una stagione passata in Cina, il 28 ottobre 2016 annuncia il suo ritiro ufficiale dal basket giocato.

## Statistiche

### NCAA
| Anno      | Squadra             | PG | PT | MP   | TC%  | 3P% | TL%  | RP  | AP  | PRP | SP  | PP   |
| --------- | ------------------- | -- | -- | ---- | ---- | --- | ---- | --- | --- | --- | --- | ---- |
| 2006-2007 | Ohio State Buckeyes | 32 | 31 | 28,9 | 61,6 | -   | 62,8 | 9,6 | 0,7 | 0,6 | 3,3 | 15,7 |

#### Massimi in carriera
- Massimo di punti: 29 vs Iowa (20 gennaio 2007)[11]
- Massimo di rimbalzi: 19 vs Purdue (10 marzo 2007)
- Massimo di assist: 4 vs Tennessee (13 gennaio 2007)
- Massimo di palle rubate: 2 (2 volte)
- Massimo di stoppate: 7 vs Michigan (6 febbraio 2007)
- Massimo di minuti giocati: 39 vs Northwestern (24 gennaio 2007)

### NBA

#### Regular Season
| Anno      | Squadra             | PG  | PT | MP   | TC%  | 3P% | TL%  | RP  | AP  | PRP | SP  | PP   |
| --------- | ------------------- | --- | -- | ---- | ---- | --- | ---- | --- | --- | --- | --- | ---- |
| 2007-2008 | Portland T. Blazers | -   | -  | -    | -    | -   | -    | -   | -   | -   | -   | -    |
| 2008-2009 | Portland T. Blazers | 61  | 39 | 21,5 | 56,4 | -   | 63,7 | 7,0 | 0,5 | 0,4 | 1,1 | 8,9  |
| 2009-2010 | Portland T. Blazers | 21  | 21 | 23,9 | 60,5 | -   | 76,6 | 8,5 | 0,9 | 0,4 | 2,3 | 11,1 |
| 2010-2011 | Portland T. Blazers | -   | -  | -    | -    | -   | -    | -   | -   | -   | -   | -    |
| 2011-2012 | Portland T. Blazers | -   | -  | -    | -    | -   | -    | -   | -   | -   | -   | -    |
| 2013-2014 | Miami Heat          | 23  | 6  | 9,2  | 55,1 | -   | 56,5 | 2,3 | 0,0 | 0,3 | 0,6 | 2,9  |
| Carriera  | Carriera            | 105 | 66 | 19,3 | 57,4 | -   | 65,8 | 6,2 | 0,5 | 0,4 | 1,2 | 8,0  |

#### Play-off
| Anno     | Squadra             | PG | PT | MP   | TC%  | 3P% | TL%  | RP  | AP  | PRP | SP  | PP  |
| -------- | ------------------- | -- | -- | ---- | ---- | --- | ---- | --- | --- | --- | --- | --- |
| 2009     | Portland T. Blazers | 6  | 0  | 16,0 | 52,4 | -   | 66,7 | 4,3 | 0,0 | 0,3 | 0,8 | 5,0 |
| 2014     | Miami Heat          | 3  | 0  | 2,3  | -    | -   | -    | 0,3 | 0,3 | 0,3 | 0,0 | 0,0 |
| Carriera | Carriera            | 9  | 0  | 11,4 | 52,4 | -   | 66,7 | 3,0 | 0,1 | 0,3 | 0,6 | 3,3 |

#### Massimi in carriera
- Massimo di punti: 24 (2 volte)[12]
- Massimo di rimbalzi: 20 vs Miami Heat (1º dicembre 2009)
- Massimo di assist: 3 (3 volte)
- Massimo di palle rubate: 3 vs Boston Celtics (30 dicembre 2008)
- Massimo di stoppate: 6 vs New York Knicks (8 febbraio 2009)
- Massimo di minuti giocati: 42 vs Los Angeles Clippers (12 dicembre 2008)

## Palmarès

### Individuale
- McDonald's All-American Game: 1

2006
- NCAA AP All-America First Team: 1

2007